# Alte Schmelz (St. Ingbert)

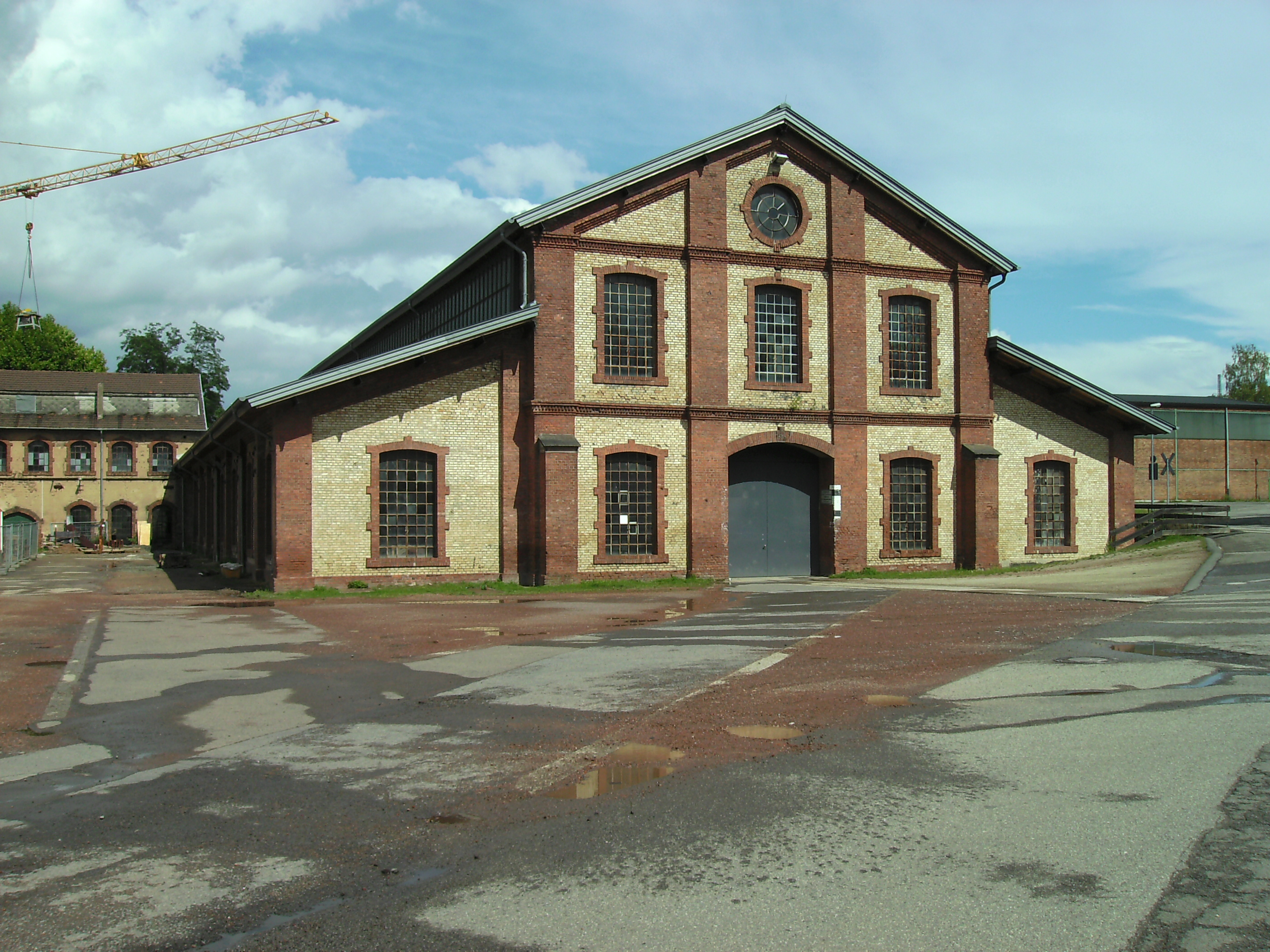
Die mechanische Werkstatt der Alten Schmelz, heute eine Veranstaltungshalle

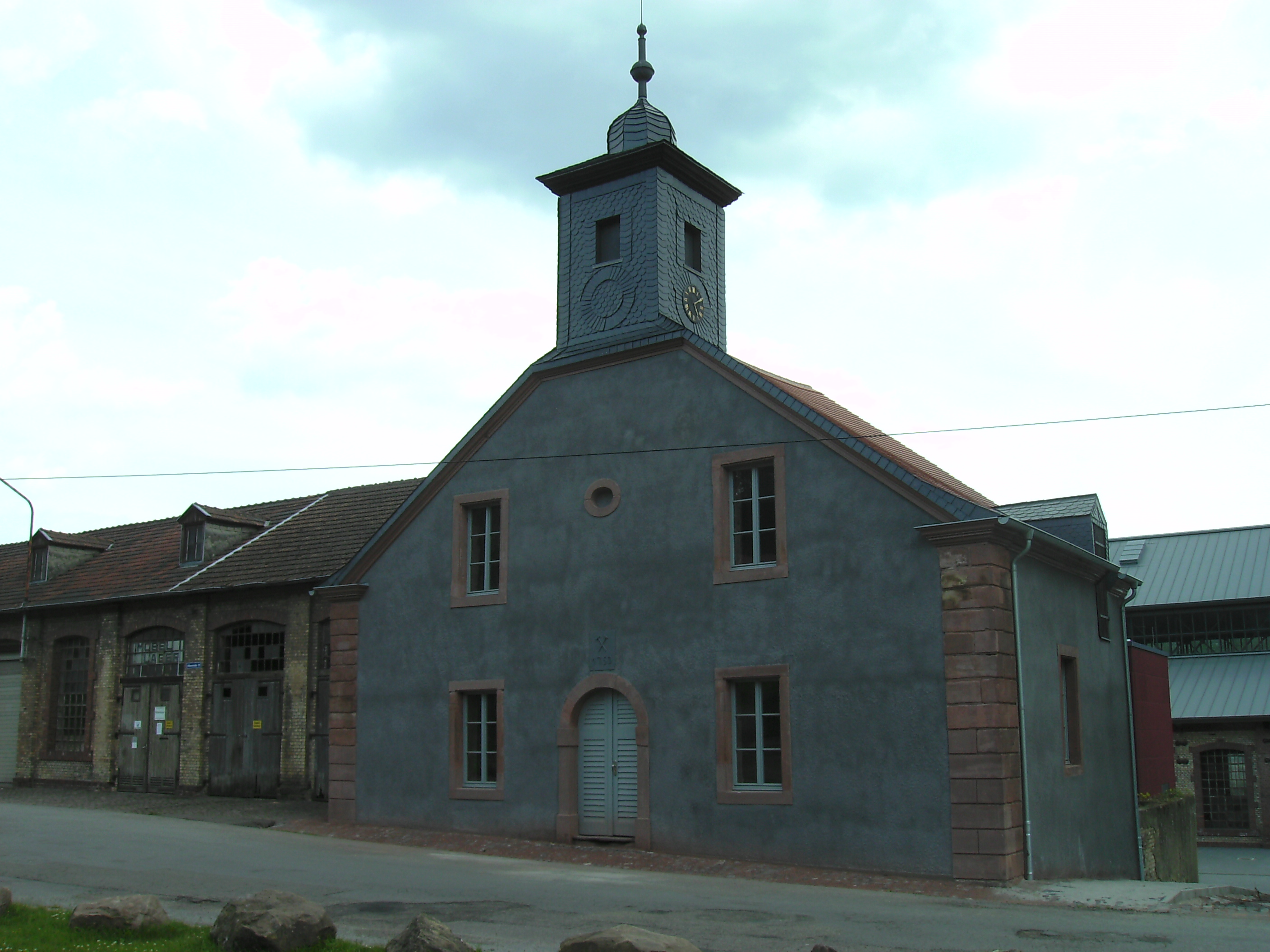
Renovierte „Möller-Halle“ auf der Alten Schmelz (erbaut 1750)

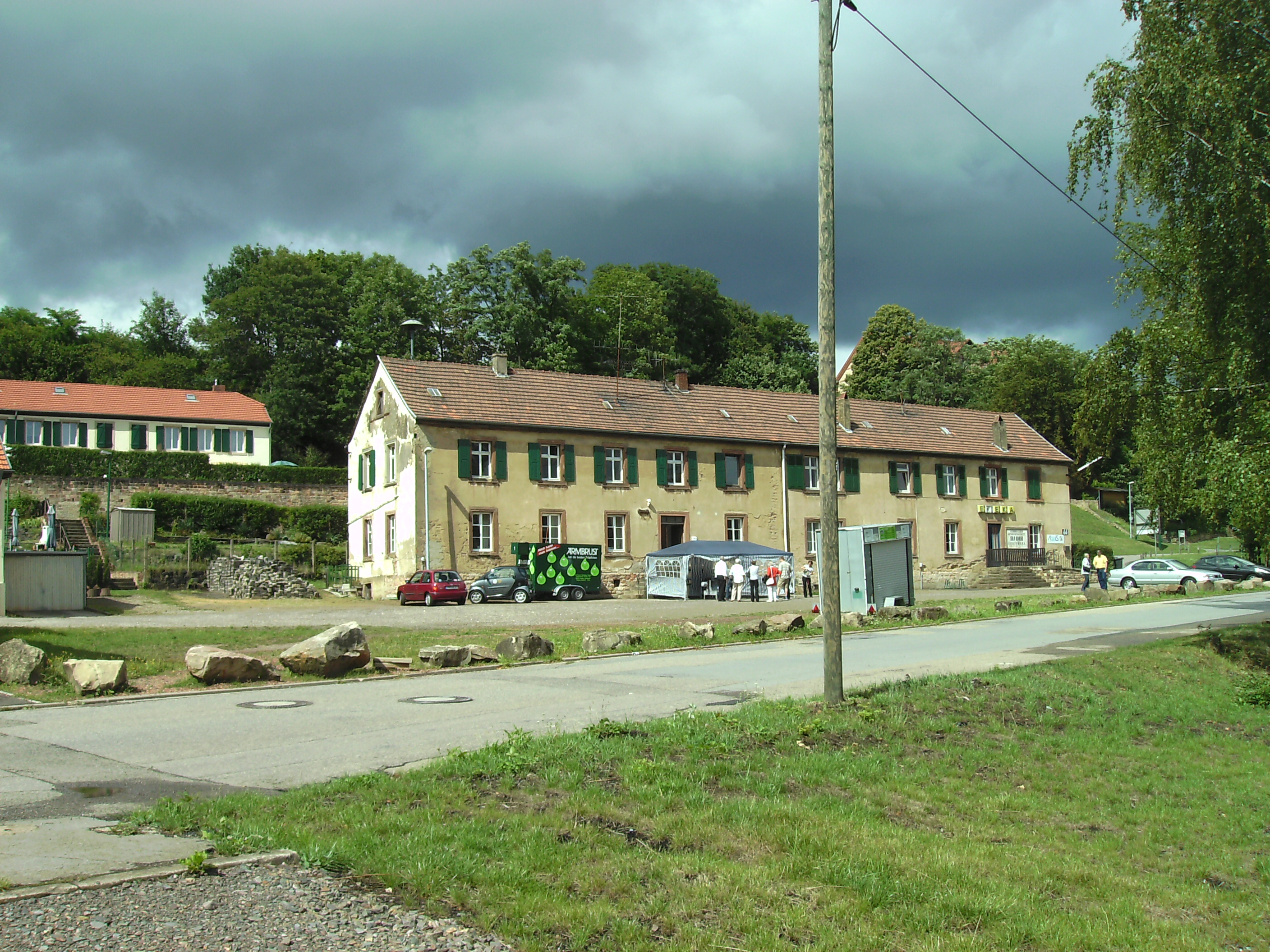
Gebäude des „Konsums“ mit renoviertem Arbeiterhaus im Hintergrund

Die Alte Schmelz ist ein Ensemble der Industriekultur in St. Ingbert. Alle wichtigen Gebäudeteile des früheren Eisenwerks stehen heute unter Denkmalschutz (s. Liste der Baudenkmäler in St. Ingbert).

## Beschreibung
Das Ensemble ist ein Beispiel für die enge Nachbarschaft von Wohnen und Arbeiten in einem Eisenwerk im Verlauf der vergangenen 250 Jahre sowie für unternehmerische Wohnungsfürsorge. Die Entwicklungsphasen des 1733 gegründeten Unternehmens lassen sich gut ablesen. Darüber hinaus werden die sozialen Strukturen des patriarchalisch geführten Großbetriebes deutlich: Hinter Mauern, vom Werk abgetrennt, liegen die beiden Direktorenvillen in einem englischen Landschaftspark. Unmittelbar neben dem Werk befinden sich die Arbeitersiedlung mit den kleinen Gemüsegärten, ein Konsumgeschäft für vom Werk vergünstigt abgegebene Waren und ein Schlafhaus für 144 Männer etwas weiter außerhalb.

## Geschichte
Das Eisenwerk wurde durch einen Vertrag aus dem Jahr 1732 zwischen Graf Carl-Caspar von der Leyen und einem Konsortium aus den verschwägerten Hüttenleuten Karl Gottbill und Conrad Lehnen, Hüttenbetreiber zu Nunkirchen, und Schmiedemeister Josef Loth aus Blieskastel gegründet. Ein Jahr darauf nahm es seinen Betrieb auf. Es umfasste Hammerwerk und Schmelze. Hergestellt wurden neben eisernen Gebrauchsgegenständen auch Ofenplatten, Öfen, Kanonenkugeln, Töpfe, Vasen, Kandelaber und ähnliches. Nach dem Tod von Josef Loth im Jahr 1743 leitete seine Witwe Katharina Loth das Unternehmen. Die Möllerhalle wurde 1750 erbaut, laut einer Jahreszahl im Türsturz. Sie ist heute das älteste Industriedenkmal im Saarland.
Die Gräfliche Rentkammer verlängerte 1759 der Witwe Loth den auslaufenden Pachtvertrag nicht und übergab das Werk an Peter Lauer. Katharina Loth gründete daraufhin das Rentrische Hammerwerk und zu dessen Versorgung mit Roheisen die Illinger Eisenschmelze. Im Jahr 1771 begann der Bau des ersten sogenannten Langhauses mit Arbeiterwohnungen. Unter Peter Lauer geriet das Werk in die Krise. Der Kaufmann Philipp Heinrich Krämer übernahm im Jahr 1788 einen Anteil an der Pacht und die Leitung des Werks. Ein Jahr darauf bestand die Belegschaft aus 18 Hüttenarbeitern mit ihren Familien sowie 18 Erz- bzw. Kohlengräbern und Köhlern. Krämer wurde 1791 Alleinpächter des Werkes.

### 19. Jahrhundert

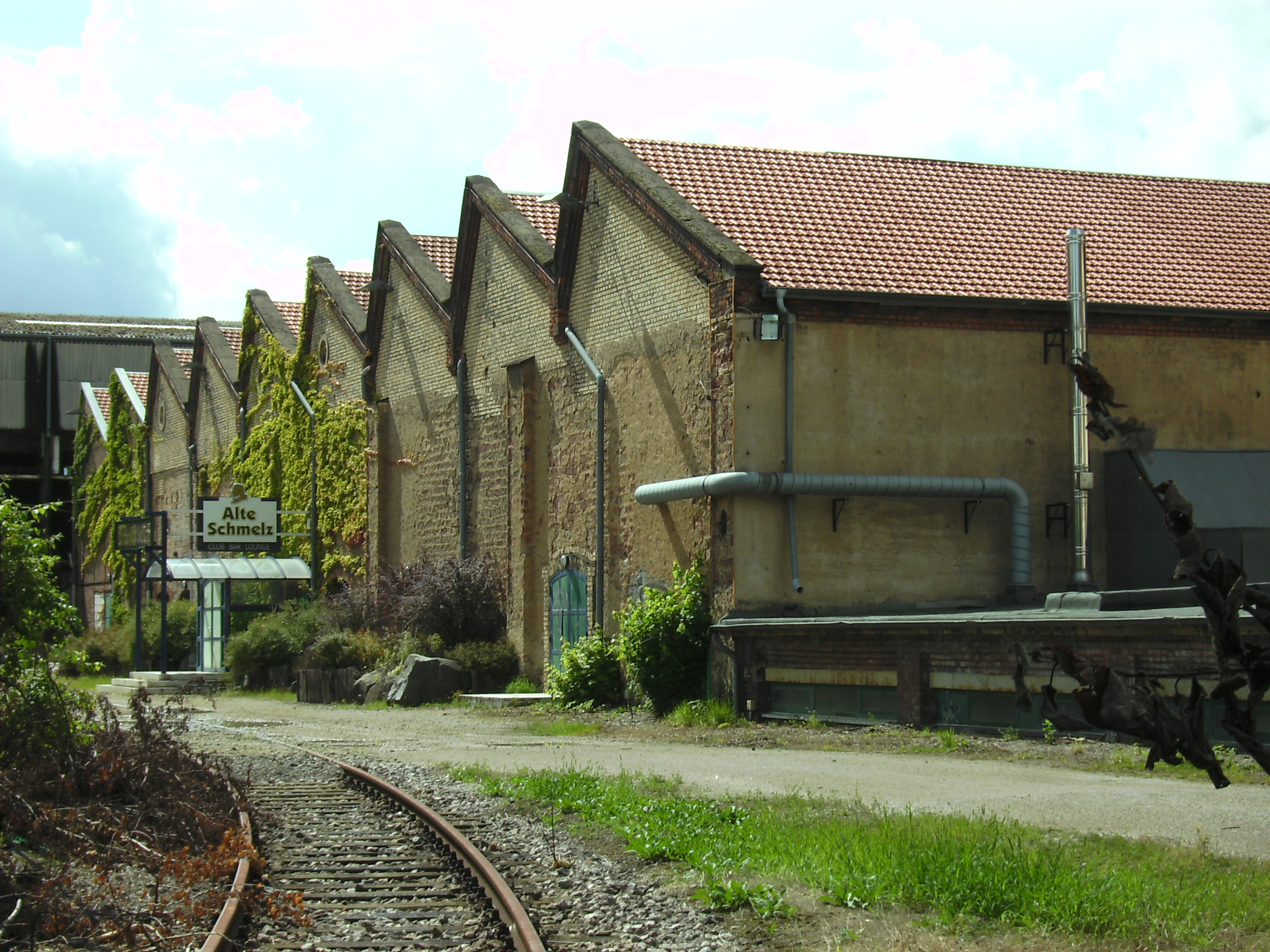
Ehemalige Werkstatt und Lager mit Industriegleis

Im Jahr 1800 pachtete Krämer auch den Rentrischer Hammer. In den Jahren 1800 bis 1804 erfolgte der Bau von vier weiteren Arbeiterhäusern.
Im Jhr 1803 starb Philipp Heinrich Krämer. Seine Witwe, Frau Sophie Krämer (1763–1833), übernahm im Jahr 1804 zu einem Kaufpreis von 47.000 Franc das Werk und machte es in 30 Jahren zum bedeutenden Unternehmen. Circa 1806 wurden die ersten Häuser der heute bestehenden Siedlung errichtet, ein Jahr darauf das Herrenhaus. Um 1810 folgten die beiden Meisterhäuser. Im selben Jahr erhielt die Möllerhalle Uhr und Glocke. Zwischen 1816 und 1919 gehörte St. Ingbert zum Königreich Bayern, Rentrisch zu Preußen. Daher musste für den innerbetrieblichen Verkehr mit dem Rentrischer Eisenhammer Zoll entrichtet werden.
Im Jahr 1829 erhielt St. Ingbert die Stadtrechte und zählte 2.500 Einwohner. Vier Jahre später wurde der Puddelofen mit Steinkohlefeuerung in Betrieb genommen und im St. Ingberter Eisenwerk die erste Dampfmaschine im Saarrevier aufgestellt, 1852 die inzwischen abgerissene Gießerei errichtet. Im Jahr darauf richtete das Eisenwerk eine Hilfs- und Krankenkasse ein.
Im Jahr 1858 hatte St. Ingbert 6.000 Einwohner und war der wichtigste Industriestandort der Pfalz. Sechs Jahre später wurde die Hüttenfeuerwehr gegründet. St. Ingbert erhielt 1865 Anschluss an die Eisenbahn, drei Jahre darauf wurde ein neues Puddelwerk mit 16 Öfen und zwei Dampfhämmern errichtet sowie ein Verwaltungsgebäude gebaut. Nach zwei weiteren Jahren wurde das 1971 abgerissene sogenannte „Krämers Schlößchen“ errichtet. 1873 richtete man ein werkseigenes Spital in der Kohlenstraße ein. 1885 wurden die Hochöfen stillgelegt und zwei Jahre erhielt das gesamte Werk elektrische Beleuchtung. 1888 wurden der Hüttenverein und die Hüttenkapelle gegründet. Ein Jahr später wurde die Kommanditgesellschaft (KG) in das „Eisenwerk Krämer AG“ umgewandelt.
1890 wurde der Konsumverein gegründet. Im Jahr 1892 begann der Bau der ersten Direktorenvilla, ein Jahr darauf wurden die vier Angestelltenhäuser errichtet. Das Thomasstahlwerk nahm 1894 den Betrieb auf. Nun konnte Stahl in großen Mengen hergestellt werden. Im Jahr 1895 zählte St. Ingbert 12.000 Einwohner.

### 20. Jahrhundert
1905 fusionierte das „Eisenwerk Kraemer AG“ mit der „Rümelinger Hochofen AG“ zur „Rümelinger und St. Ingberter Hochöfen und Stahlwerke AG“. Die Fläche des Werkes betrug jetzt einschließlich Park 68 ha. Im selben Jahr wurde die zweite Direktorenvilla errichtet.

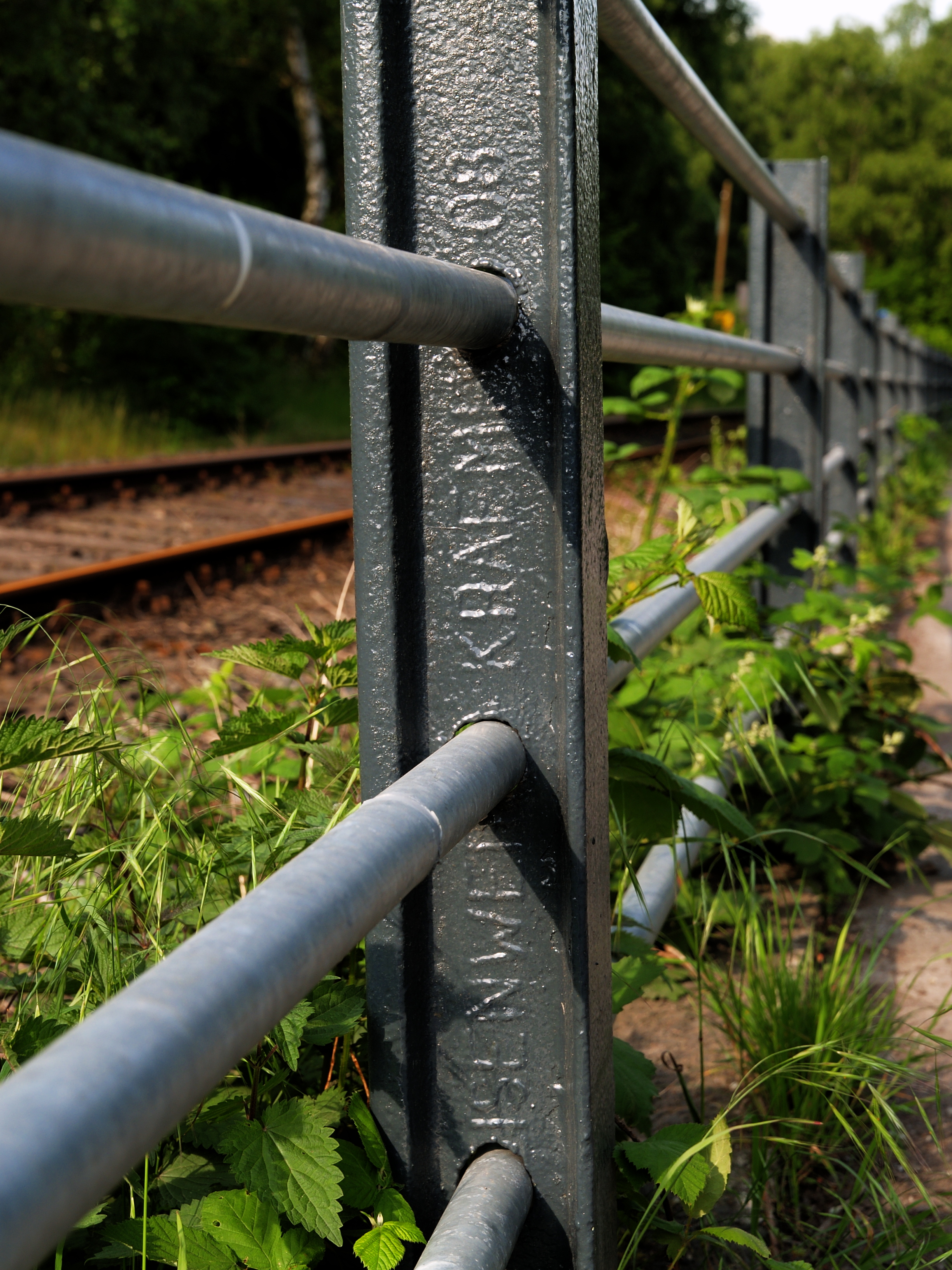
Schiene, 1908 im Eisenwerk Kraemer gewalzt

Im Jahr 1907 wurden das Arbeiterheim (Schlafhaus mit Speiseanstalt) und das Konsumgebäude errichtet, zudem begann die Modernisierung des Werks: Das Stahlwerk und die Walzwerksanlagen wurden erweitert, die Drahtverarbeitung ausgebaut. In dieser Zeit entstanden und unter anderem die mechanische Werkstatt, die Elektrozentrale mit Umformerstation, die Glüherei, die Beizerei und Feinzug, die Modellschreinerei und die sog. Plastikanlage. Die Werksmauer wurde errichtet und eine Abgrenzung zum städtischen Gelände geschaffen. Drei Jahre später wurde der Rentrische Hammer stillgelegt und mit dem Bau des Universalwalzwerks und der Drahtverzinkung begonnen. Im Jahr 1911 bildeten die „Rümelinger und St. Ingberter Hohöfen und Stahlwerke AG“ eine Interessengemeinschaft mit der „Deutsch-Luxemburgischen Bergwerks- und Hütten-AG“.

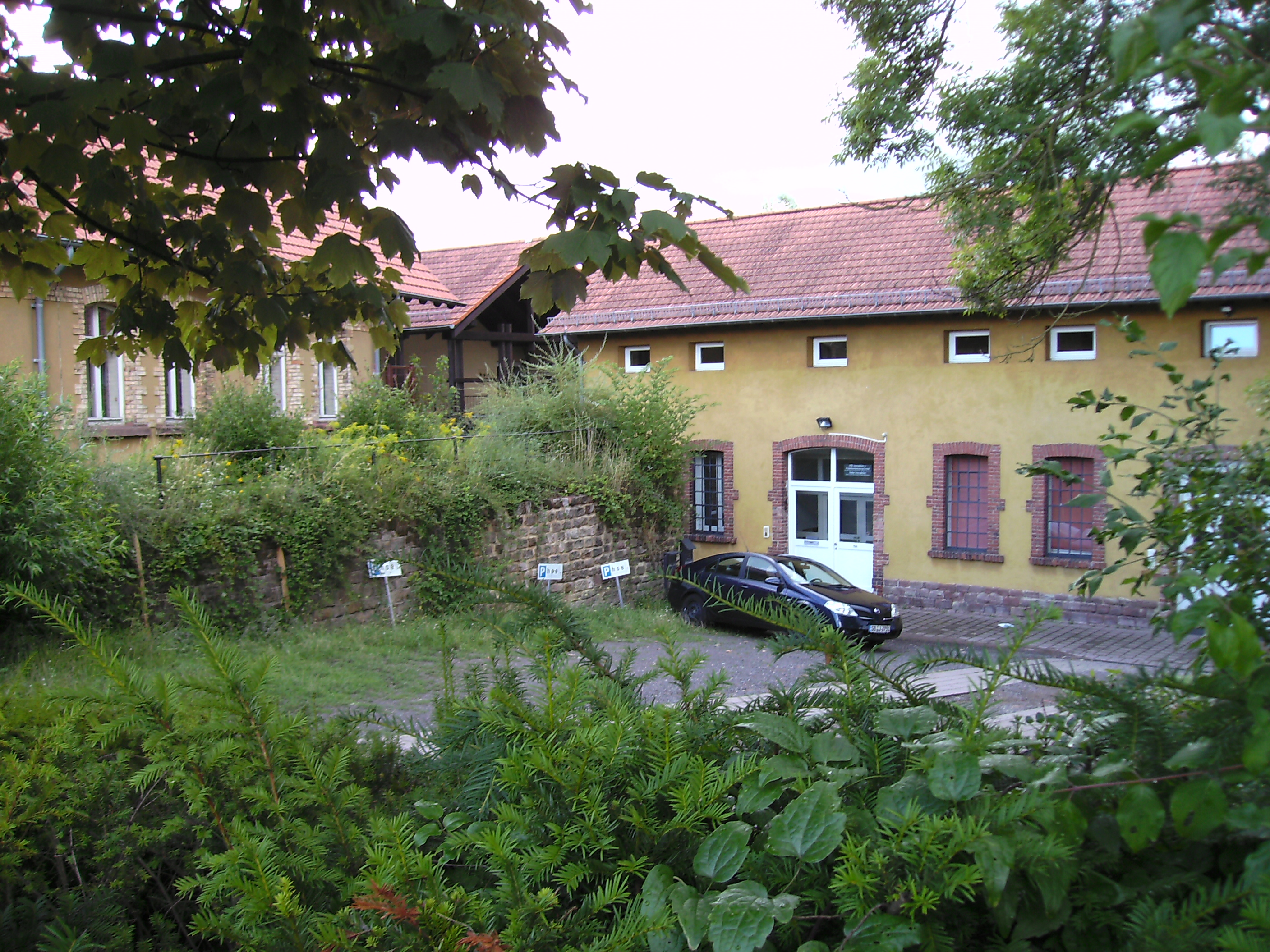
Die sogenannte „Franzosenschule“

1913 beschäftigte das Eisenwerk etwa 2.200 Arbeiter. Mit dem Ausbruch des Ersten Weltkriegs 1914 verlegte sich die Stahlproduktion auf Rüstungsgüter. Das Stahlwerk wurde 1916 wegen unsicherer Rohstoffversorgung abgebrochen und das Blockwalzwerk nach Differdingen in Luxemburg verlegt. Am Ende des Ersten Weltkrieges 1918 stellten Frauen circa 22 Prozent der Belegschaft.
St. Ingbert wurde 1920 in das Saargebiet eingegliedert, die werksinternen Zölle entfielen daraufhin wieder. Ein Jahr darauf wurde das Unternehmen durch die „Société des Hauts Fourneaux et Aciéries de Differdange-St. Ingbert-Rumelange (HADIR)“ übernommen und spezialisierte sich in Folge auf Drahtprodukte und Bandeisen. Im Jahr 1926 streikten die 200 Beschäftigten des Drahtzugs vom 4. August bis zum 24. September für höhere Löhne. Die Werksleitung sagte lediglich eine Prüfung der Einzelakkorde zu.
Im Eisenwerk waren 1932 etwa 1.300 Arbeiter beschäftigt. Zwischen 1942 und 1944 hielten Zwangsarbeiter, darunter sowohl Kriegsgefangene als auch Zivilisten, die Produktion aufrecht. Sie waren in Baracken auf der Alten Schmelz untergebracht.
Im Jahr 1962 betrug die Belegschaft 1.100 Arbeiter und 136 Angestellte. Das Unternehmen hatte eine Jahresproduktion von etwa 200.000 t Draht- und Walzprodukten. Fünf Jahre darauf fusionierte HADIR mit der Luxemburger ARBED. 1974 wurde erstmals Kurzarbeit für 400 Beschäftigte in der Bandweiterverarbeitung und der Drahtverarbeitung angemeldet. Sechs Jahre darauf wurden die Walzenstraßen stillgelegt, damit einher ging ein Verlust von circa 300 Arbeitsplätzen. Seither wurde nur noch Draht weiterverarbeitet. Im Jahr 1981 hatte das Werk etwa 860 Beschäftigte. Es wurden vorwiegend Grubenmatten und Baustahlgewebe, Drahtgeflechte sowie gezogener Draht für Hausgeräte und die Autoindustrie produziert. 1984 bildete man die Firma „Drahtwerk St. Ingbert“, Anteilseigner war TechnoARBED Deutschland, aus dem später Saarstahl hervorging.
1988 wurden Werksgebäude und Siedlung mit insgesamt 12 Einzelgebäuden und 30 Häusern unter denkmalrechtlichen Ensembleschutz gestellt. Im Jahr 1992 folgte ein Eigentums- und planungsrechtliches Auseinanderfallen von Werk und Siedlung „Alte Schmelz“. Es wurde mit dem Verkauf des Schlafhauses begonnen. Ein Jahr darauf meldete die Saarstahl AG, inzwischen Werkseigner, Konkurs an. Im selben Jahr wurde auf der Alten Schmelz ein Straßenfest veranstaltet und im Juli 1993 der Arbeiterverein Alte Schmelz e. V. (heutiger Vereinsname Arbeiterverein Alte Schmelz Albrecht Herold e. V.) gegründet. Im Jahr 1994 übernahm eine städtische Verwaltungsgesellschaft vorübergehend die Siedlung und begann mit den Sanierungsarbeiten. Die 1995 gegründete Wohnungsbaugenossenschaft wurde 1996 Eigentümerin der Siedlung. Die Produktion im oberen Werk (Drahtwerk Nord Areal) wurde stillgelegt, dort wurden zuletzt Baustahlmatten hergestellt. Die Wohnungsbaugenossenschaft begann 2000 mit dem fünften Sanierungsabschnitt. Ein Jahr später, 2001, zählte das Drahtwerk St. Ingbert 191 Beschäftigte. Der Draht wurde überwiegend aus Saarbrücken-Burbach, zum Teil auch aus Neunkirchen bezogen (beides Saarstahl) und in St. Ingbert weiterverarbeitet. Zur Produktionspalette gehörten blanker, verkupferter und verzinkter Draht, Automatenstahl, gerichtete Stäbe, PVC-Draht, Viereckgeflechte und Knotengeflechte.
Die mechanische Werkstatt wird von dem Unternehmen THS Media, das seit 2007 auf dem Gelände ansässig ist, als Veranstaltungsgebäude vermarktet.
Die saarländische Landesregierung entschied am 5. Oktober 2020, das Gelände der Alten Schmelz zum Standort des künftigen CISPA Innovation Campus auszubauen, einem Gewerbegebiet speziell für Ausgründungen des CISPA – Helmholtz-Zentrum für Informationssicherheit sowie für die Ansiedlung weiterer Unternehmen der Informations- und Kommunikationstechnologie. Mit der Einrichtung des Campus verfügt CISPA über einen Standort für den weiteren Ausbau des CISPA Helmholtz Zentrum für Informationssicherheit, an dem bis 2025 über 800 Wissenschaftler tätig sein sollen.